# Carol Mokola
Carol Mokola (sinh ngày 1 tháng 1 năm 1977) là một vận động viên chạy nước rút người Zambia. Bà đã thi đấu ở nội dung 100 mét nữ tại Thế vận hội Mùa hè 2004.